# Ahmed Sadat
Ahmed Sadat (àrab: أحمد سعدات, Aḥmad Saʿdāt), també conegut com a Abu Ghassan, (Al-Bireh, 1953) és un activista polític comunista palestí, que exerceix de secretari general del Front Popular per a l'Alliberament de Palestina (FPAP) des de l'octubre de 2001. Des del 2006 compleix una condemna de 30 anys de presó, dictada per les autoritats judicials israelianes, per associació il·lícita i assassinat.

## Orígens i família
El 1975 es va graduar al Teachers College de l'Agència de les Nacions Unides per als Refugiats de Palestina al Pròxim Orient (UNRWA), situat a Ramal·lah, especialitzant-se en Matemàtiques. El 2001 el Comitè Central del Front Popular per a l'Alliberament de Palestina (FPAP), una organització marxista-leninista nacionalista palestina, el va escollir com secretari general, en substitució d'Abu Ali Mustafa, després que Israel l'assassinés durant la Segona intifada.
Sadat està casat amb Abla Sadat, i junts tenen quatre fills, dos nois i dues noies.

## Empresonament palestí
Israel el va acusar d'haver organitzat l'assassinat del ministre de Turisme israelià, Rehavam Zeevi, el 17 d'octubre de 2001. Es va refugiar a la Muqataa, seu del líder de l'Organització per a l'Alliberament de Palestina (OAP) Iàssir Arafat, que es va negar a lliurar-lo a les autoritats israelianes, fet que va provocar un setge israelià. Després de negociacions entre el Regne Unit i els Estats Units, es va arribar a un acord (en ocasions, anomenat «Acord de Jericó») entre Israel i l'Autoritat Nacional Palestina (ANP). Israel va suspendre el setge a la Muqataa el 2 de maig de 2002, i Sadat i quatre membres del FPAP implicats en l'assassinat de Zeevi (Basilea al-Asmar, 'Ahed Abu Ghalma, Majdi al-Rimawi i Hamdi Quran) van ser arrestats per l'ANP. Sadat va ser jutjat en un tribunal palestí, mentre que els altres quatre van rebre un judici militar. Tots van ser empresonats a la presó palestina de Jericó, amb monitoratge estatunidenc i britànic supervisant la seva captivitat. No se li va permetre optar a un càrrec polític, fer entrevistes o dirigir-se al públic, tot i que aquestes prohibicions de tant en tant es van eludir o ignorar.
El Tribunal Suprem palestí va declarar que l'empresonament de Sadat era inconstitucional i va ordenar el seu alliberament, però l'ANP es va negar a complir-ho. Amnistia Internacional va declarar que això, i el fet que va rebre un judici injust, feia que la seva detenció fos il·legal i que requeria que fos acusat d'un delicte i processat degudament, o bé alliberat. A les eleccions palestines de 2006, va ser elegit càrrec electe al Consell Nacional Palestí. Posteriorment Hamàs va formar el govern i va anunciar la seva intenció d'alliberar els assassins de Zeevi.

## Empresonament israelià
El 14 de març del 2006, el monitoratge estatunidenc i britànic van ser retirats de la presó de Jericó, on Sadat i cinc presos més d'alta seguretat hi estaven detinguts, i les forces israelianes van llançar l'Operació Portant a casa els béns, encerclant de la presó per evitar la fugida dels presos d'alta seguretat. En conseqüència, els guàrdies palestins van abandonar la presó però 200 presos es van negar a rendir-se. Es va produir un enfrontament de deu hores, amb soldats israelians assetjant la presó i enfrontant-se amb el personal de seguretat de l'ANP, mentre Sadat i els altres cinc presos es van atrinxerar a l'interior. Durant el conflicte, dos oficials de seguretat palestins van morir i 28 van resultar ferits fins que, finalment, Sadat va ordenar als seus homes que deixessin les armes i es rendissin.
Les forces militars israelianes el van detenir juntament amb els altres cinc presoners d'alta seguretat. El 25 de desembre de 2008, un tribunal militar israelià el va condemnar a 30 anys de presó per dirigir una «organització terrorista il·legal» i per la seva responsabilitat en totes les accions dutes a terme per la seva organització, en particular per l'assassinat de Rehavam Zeevi. Els jutges van manifestar: «No hi ha dubte que l'acusat controla el FPAP. Quan considerem la sentència adequada per a algú que dirigia una organització terrorista assassina, tenim en compte no només la seva posició, sinó també les seves accions. Els delictes pels quals s'ha imputat a l'acusat indiquen que va iniciar i participar en activitats militars amb l'objectiu de matar persones innocents».
Sadat va ser empresonat en règim d'aïllament entre 2006 i 2012. El 2010, el Tribunal Suprem d'Israel va rebutjar una apel·lació de Sadat per sortir de l'aïllament i va acceptar l’afirmació de la fiscalia segons la qual existien proves que Sadat havia enviat missatges a activistes armats des de la presó.
El 27 de setembre de 2011, Sadat i altres membres del FPAP (centenars segons un informe d'Amnistia Internacional) van iniciar una vaga de fam a les presons israelianes per protestar contra l'aïllament i l'empitjorament de les polítiques penitenciàries israelianes. La vaga de fam va quedar eclipsada per l'acord entre Hamàs i Israel per l'alliberament de més de 1.000 presoners palestins a canvi del soldat capturat Gilad Shalit. Es va especular que Hamàs intentava incloure Sadat entre els presos palestins alliberats a l'esmentat intercanvi de presos d'octubre del 2011. No obstant, Israel es va negar a incloure'l en l'acord final. Sadat i els altres presos del FPAP van acabar la vaga de fam el 17 d'octubre de 2011, el 21è dia de protesta, després que les autoritats penitenciàries israelianes acordessin posar fi a les reclusions solitàries.

## Opinions polítiques
Com a secretari general del FPAP, en el context del conflicte israelià-palestí, reclama persistentment que una solució estatal sigui l'única solució possible per al conflicte, ja que sosté que «La solució és la solució d'un estat i no la solució de dos estats», això com que «No hi ha altres horitzons per a cap altre acord». També sosté que «les forces comunistes del món àrab han aplicat els punts de vista de la Unió Soviètica pel llibre i mai han desenvolupat la seva pròpia "recepta" teòrica i política».